# Rôle sexuel
En biologie, les rôles sexuels définissent, chez une espèce sexuée donnée, le sexe pour lequel la compétition pour l'accès à la reproduction est la plus forte, c'est-à-dire le sexe sur lequel la pression de sélection sexuelle exercée est la plus forte. Si les mâles combattent le plus activement pour l'accès à la reproduction, les rôles sexuels sont qualifiés de conventionnels. Si ce sont les femelles, l'espèce est alors dite à rôles sexuels inversés. La famille des Syngnathidae (syngnathes, hippocampes…) présente également une inversion des rôles sexuels avec le mâle qui incube les œufs.

## Liste d'espèces à rôles sexuels inversés
- Abedus herberti[3]
- Actitis macularia[4]
- Alytes obstetricans[5]
- Badis badis[5]
- Chromis notata[5]
- Chrysiptera cyanea[5]
- Colostethus trinitatis[6]
- Crypturellus variegatus[7]
- Dendrobates auratus[8]
- Eleutherodactylus coqui[5]
- Empis borealis[9]
- Etheostoma olmstedi[5]
- Forsterygion varium[5]
- Gallinula chloropus[10]
- Gasterosteus aculeatus[5]
- Hyla rosenbergi[5]
- Jacana jacana[11]
- Nerophis ophidion[12]
- Oxylebius pictus[5]
- Pimephales promelas[5]
- Siphonostoma typhle[12]